# Dinora Doudtchitzky
Dinora Doudtchitzky Abramson (Odesa, 29 de agosto de 1914-Santiago, junio de 2004) fue una artista, pintora y grabadora de origen judío, nacionalizada chilena.

## Biografía
Durante la infancia experimentó graves problemas de salud, que la obligaron a largas convalecencias, durante las cuales puede haberse desarrollado tempranamente su interés por el dibujo. En 1924, debido a la difícil situación de Ucrania tras la Primera Guerra Mundial, su familia emigró a Argentina, donde realizó sus estudios artísticos en la Academia Nacional de Buenos Aires y, posteriormente, en la Escuela Superior de Bellas Artes. Llegó a Chile el año 1939, tras ganar un premio otorgado por sus ilustraciones, iniciándose así su participación en los salones oficiales a partir de 1941. En este país, decidió continuar sus estudios en la Escuela de Bellas Artes de la Universidad de Chile entre los años 1939 y 1942, participando en los talleres de pintura, grabado y mural. Se le otorgó la nacionalidad chilena en el año 1948. 
Desde 1957 participó en el Taller 99 —habiéndola invitado a participar en el prestigioso grupo Nemesio Antúnez—, donde profundizó las técnicas de grabado. Junto con otros artistas del Taller 99, como Roser Bru, Pedro Millar, Jaime Cruz y Delia del Carril, exploró las posibilidades técnicas del grabado en metal. Ese año se integró también al grupo de trabajo docente —en grabado— de la Escuela de Arte de la Universidad Católica de Chile. Allí fue nombrada profesora auxiliar de grabado y, a partir de 1962, profesora titular de la misma escuela. En 1982 dejó su labor docente por problemas de salud. Posteriormente dejó también el grabado y comenzó a explorar la técnica de esmalte sobre metal. En este nuevo formato, siguió desarrollando temáticamente la imagen de la ciudad, tema que marcó significativamente su desarrollo anterior en el grabado y está presente a lo largo de toda su obra.
Durante sus años de máxima producción, Dinora realizó exposiciones individuales en Chile (Santiago y Concepción) Argentina (Buenos Aires) y Uruguay (Montevideo). También participó en exposiciones colectivas en todo América Latina (Argentina, Chile, Bolivia, Brasil, Colombia, México, Perú, Puerto Rico, Uruguay y Venezuela), así como en Estados Unidos (Nueva York) y Europa (Alemania, Austria, España, Italia, Inglaterra, Suiza, Polonia y Yugoslavia). Participó en gran número de exhibiciones colectivas en Chile y el extranjero, de forma individual o como parte del Taller 99.

## Obra
Dinora Doudtchitzky fue una artista visual multifacética, abarcando en su producción artística pintura, acuarela, dibujo y grabado. Destacan desde un inicio los retratos (especialmente rostros femeninos y de niños), así como también las vistas de ciudades. Su aproximación al grabado se inició siendo ayudante de Nemesio Antúnez en la cátedra de Grabado, en la Escuela de Artes Aplicadas (1953). Posteriormente, Dinora fue su principal colaboradora en la creación del Taller 99, en 1956. Respecto de ella, Nemesio Antúnez señaló: “Dinora, siempre sonrisa y generosidad, en 1956 formamos el Taller 99, donde ella fue cimiento, muro y ventana, lo hizo funcionar (…)". Es en el grabado donde su desarrollo artístico más destaca, exhibiendo creatividad y una búsqueda constante, a través del buril, aguatinta, aguafuerte y la experimentación con el color. Adoptó la manera de entintar y estampar de Stanley William Hayter, que le dio mayor libertad cromática, siendo pionera en la realización de series con esta modalidad. En referencia a esto, ella misma ha señaló: “Con lo mínimo he logrado buscar lo máximo”, reflejando la síntesis plástica que acompañó su manera de representar y la capacidad creadora que le otorgaron un inconfundible estilo personal. 
Un hito conmemorativo se realizó en la exposición retrospectiva de Dinora, que llevó por título Imaginario persistente (2012), selección de obras que mostraron la trayectoria de la artista. En este contexto, destaca la insistencia por evocar la memoria del origen, los primeros años en su Odessa natal, la mirada aérea del paisaje, casi onírica, y los Rostros que reiteran un imaginario particular. En la serie Cosmos, por otra parte,  cielos, soles y objetos astrales conviven con la selección de sus Ciudades, visiones reticuladas de la urbe, representaciones de su faceta más compleja y elaborada debido a la fuerte carga simbólica que dichos espacios evocan.
La ciudad fue un tema recurrente en su obra, presentándose tanto en sus oleos de la década de 1950 como en sus últimas obras, en las que trabajó el esmalte sobre metal. "Las ciudades de principios de los 50 son acotadas vistas de paisajes reconocibles: Santiago, donde vivía y trabajaba Dinora, o Coquimbo, donde solía pasar las vacaciones con su familia". Los paisajes urbanos de este periodo destacan por no tener un afán realista y la sencillez de los colores. Los grabados tardíos, en cambio, "presentan una composición más compleja del paisaje, tanto formal como cromáticamente, y conformados por la recolección de variados elementos extraídos de sus propias observaciones, vivencias y recuerdos".

Su amigo y colega, Emilio Ellena, comentó sobre su trayectoria:
La primera vez que vi un conjunto numeroso de grabados de Dinora fue al llegar a Chile en 1964. En esa oportunidad me impresionó la diversidad temática del conjunto. Tiempo después se producirá una suerte de fusión de todo este hacer en una serie de obras resueltas en distintos medios que en forma genérica denomina ‘sus ciudades’. Comienza allí la aparición de estructuras ortogonales en lo formal, personalizadas por una gran libertad creativa y enriquecida, por la incorporación de sus ‘memorias’. En algunas es posible identificar imágenes que derivan de su niñez; otras, recuerdos más cercanos. Se pueden presentir Valparaísos filtrados por su capacidad imaginativa. Pero siempre son suerte de ciudades universales, que pueden tener puntos cardinales, un cielo relativamente convencional que a veces encierra en la profusión de su invariante ternura

## Premios y distinciones
- Participó en los salones oficiales desde 1940. Tuvo una destacada participación en la primera versión de la Bienal de Sao Paulo, en 1951. En 1957 obtiene el Tercer Premio de dibujo y grabado, LXVIII Salón Oficial, Museo de Arte Contemporáneo (MAC), Santiago de Chile.
- 1959 Tercer Premio de Grabado en el Salón Oficial, Santiago, Chile.
- 1960 Primer Premio de Grabado y Primer Premio de Mural en el Salón de Verano, Santiago, Chile.
- 1961 Primer Premio de Grabado en el Salón de Invierno, Valparaíso, Chile.
  - Primer Premio de Grabado en el Salón Oficial, Santiago, Chile.

## Exposiciones y colecciones

### Individuales
- 1957 Universidad de San Andrés, La Paz, Bolivia.
- 1958 Sala Ateo, Montevideo, Uruguay.
  - Sala Beaux Arts, Santiago, Chile.
- 1960 Expone en Temuco, Osorno y Valdivia, Chile.
- 1962 Participa en la edición limitada del Cantar de los Cantares de Salomón, Taller 99, Santiago, Chile.
- 1973 Exposición de Grabados del Nuevo Mundo, Galería Aele, Madrid, España.
- 1977 Exposición del Ministerio de Educación, Santiago, Chile.
- 1978 Sala de Exposiciones Universidad de Concepción, Concepción, Chile.
- 1980 Grabados. Sala de Exposiciones del Ministerio de Educación, Santiago, Chile.
- 1983 Galería El Claustro, Santiago, Chile.
  - Galería Central de Arte Carmen Waugh, Santiago, Chile.
- 1984 Sala Lessing, Instituto Chileno-Alemán, Concepción, Chile.
- 1989 Retrospectiva en la Sala de la Escuela Moderna de Música, Santiago, Chile.
  - Grabados, Casa Israel Chile, Santiago, Chile.

### Colectivas
- 1951 I Bienal del Museo de Arte Moderno de Sao Paulo, Brasil.
- 1955 Cien años de la Pintura Chilena, Facultad de Bellas Artes, Sala de Exposiciones del Círculo de Periodistas, Santiago, Chile.
- 1957 IV Bienal del Museo de Arte Moderno de Sao Paulo, Brasil.
  - 1a. Exposición Internacional del Grabado Contemporáneo, Museo Nacional de Bellas Artes, Santiago, Chile.
- 1958 Exposición 18° Aniversario de la Asociación de Pintores y Escultores, Sala de Exposiciones de la Universidad de Chile, Santiago, Chile.
  - Bienal Internacional de Grabado, Santiago, Chile.
- 1959 Nueva Pintura y Escultura Chilena, Museo Nacional de Bellas Artes, Santiago, Chile.
  - Asociación Chilena de Pintores y Escultores, Museo Nacional de Bellas Artes, Santiago, Chile.
  - Salón Oficial, Museo de Arte Contemporáneo, Santiago, Chile.
  - Asociación Chilena de Pintores y Escultores, Museo Nacional de Bellas Artes, Santiago, Chile.
- 1960 Salón de Verano, Viña del Mar, Chile.
  - Grabados del Taller 99 - Chile, Instituto de Arte Contemporáneo, Lima, Perú.
- 1961 Salón Oficial, Museo de Arte Contemporáneo, Santiago, Chile.
  - Salón de Invierno, Valparaíso, Chile.
- 1963 1a. Bienal Americana de Grabado, Museo de Arte Contemporáneo, Santiago, Chile.
- 1965 Arte Gráfico Chileno, Instituto de Cultura Hispánica, Santiago, Chile.
  - Segunda Bienal Americana de Grabado, Museo de Arte Contemporáneo, Santiago, Chile.
- 1968 III Bienal Americana de Grabado, Museo de Arte Contemporáneo, Santiago, Chile.
- 1969 Primera Exposición Anual, Instituto Cultural de Las Condes, Santiago, Chile.
  - Donación de obras de la Escuela de Bellas Artes para ser rematadas y crear la nueva Escuela de Bellas Artes, Chile.
- 1970 Grabados de Chile, Sala Municipal de Buenos Aires, Argentina.
  - Grabado Chileno Contemporáneo, Galería de Exposiciones Temporales, México D.F., México.
  - Arte de Aries a Sagitario, Casino Municipal de Viña del Mar, Viña del Mar, Chile.
  - Grabado Chileno Contemporáneo, Casa de la Cultura Jalisciense, Jalisco, México.

- 1972 II Bienal de San Juan del Grabado Latinoamericano, Insatituto de Cultura Puertorriqueña, Puerto Rico.
- 1974 Dibujos y Grabados del Museo de Arte Contemporáneo, Museo de Arte Contemporáneo, Santiago, Chile.
- 1975 II Bienal Internacional de Valparaíso, Valparaíso, Chile.
- 1976 Ocho Grabadores Chilenos, Galería de Arte Imagen, Puerto Ordaz, Venezuela.
  - Certamen Nacional Chileno de Artes Plásticas, Museo de Arte Contemporáneo, Santiago, Chile.
- 1977 Exposición de la Agenda Lord Cochrane 1978, Museo de Arte Contemporáneo, Santiago, Chile.
  - Sala de la Escuela de Arte de la Universidad Católica de Chile, Santiago, Chile.
- 1980 Galería El Claustro, Santiago, Chile.
- 1981 La Poesía Israelí a través de la Expresión Plástica Chilena, Museo Nacional   de Bellas Artes, Santiago, Chile.
  - Galería El Cerro, Santiago, Chile.
- 1983 Homenaje al Taller 99, Espaciocal, Santiago, Chile.
  - Exposición de Grabados del Museo Nacional de Bellas Artes, Museo Nacional de Bellas Artes, Santiago, Chile.
- 1984 Dos Grabadores del Taller 99, Sala Lessing, Instituto Chileno Alemán de Cultura, Concepción, Chile.
- 1986 Plástica Chilena, Colección del Museo Nacional de Bellas Artes, Valdivia, Chile.
- 1987 Exposición y Venta de Pintores y Esculturas Chilenas Federación Wizo de Chile. Instituto Cultural de Las Condes, Santiago, Chile.
- 1993 Grabados Chilenos, Mirada Retrospectiva, Colección Museo Nacional de Bellas Artes, Museo Nacional de Bellas Artes, Santiago, Chile.
- 2003 Alternating Currents, Firstsite, The Minones Art Gallery, Essex, Reino Unido.
- 2006 50 Años Taller 99, Galería La Sala, Santiago, Chile.
  - 50 Años Taller 99, Museo Nacional de Bellas Artes, Santiago, Chile.
- 2015 Mujeres del Agua: La Acuarela como Lenguaje, Museo Nacional de Bellas Artes, Santiago, Chile.
  - “Dinora Doudtchitzky / Ciudades”, Pinacoteca Universidad de Concepción, Concepción, Chile.

### Colecciones públicas
- Museo Nacional de Bellas Artes
  - Mosaico de recuerdo, grabado, técnica mixta
  - Entrada al silencio, grabado, aguafuerte
  - Mosaico de recuerdo, grabado, aguafuerte
  - Mosaico de recuerdo, grabado, aguafuerte
  - De nuevo el silencio, grabado, aguafuerte

- Museo de Arte Contemporáneo, Universidad de Chile, Santiago, Chile
- Museo de Arte Moderno de Nueva York, Estados Unidos
- Museo de Arte Moderno de Brooklyn, Estados Unidos
- Museo de San Francisco, Estados Unidos
- Yale University Art Gallery, Estados Unidos
- Colección IBM, Santiago, Chile
- Colección de Museo Histórico y Casa de la Cultura de Osorno, Chile
- Museo de Artes Visuales, Santiago, Chile (ciudades, 1970, 40 x 50 cm)
- University of Essex Collection of Latin American Art, Essex, Reino Unido.